# Hrušky (okres Břeclav)
Hrušky (německy Birnbaum) jsou obec v okrese Břeclav v Jihomoravském kraji, 8 km severovýchodně od Břeclavi a na železniční trati Přerov–Břeclav. Žije zde přibližně 1 700 obyvatel.

## Historie
Podle pověsti stála ve středu obce studna a hruška, která dala obci i název. Na obecní pečeti z roku 1622 je vyobrazena hrušeň se čtyřmi větvemi a plody. Na jedné z větví visí hrozen. Po stranách pečeti je kosíř a srp. Obec byla založena patrně na počátku 13. století podél cesty. První písemná zmínka o obci pochází z roku 1368. 
Stejně jako okolí trpěla válčenými událostmi, jako například vpádem Bočkajovců na počátku 17. století. Na konci třicetileté války zůstalo z původních 52 gruntů pouze 48 a Hrušky patřily k nejzničenějším obcím na Břeclavsku. Na konci druhé světové války byla obec 13. dubna 1945 osvobozena Rudou armádou.
Hrušky byly součástí týneckého panství. Týnec se v 15. století připojil k břeclavskému panství, a to v roce 1638 koupili Lichtenštejnové, jejichž majetkem bylo do roku 1848. V letech 1868–1948 obec patřila k hejtmanství a později okresu Hodonín. Součástí břeclavského okresu jsou od roku 1949.
Dne 24. června 2021 zničilo tornádo několik desítek domů. U řady domů zůstaly jen obvodové zdi bez střech, kostel přišel o střechu i o věž.

## Pamětihodnosti
- kostel sv. Bartoloměje z roku 1861 se zvonem s českým nápisem ze 17. století
- sochy sv. Josefa, sv. Jana Nepomuckého, sv. Michala a Nejsvětější Trojice
- pomník obětem první světové války z roku 1925 před budovou školy
- pamětní deska věnovaná paraskupině Clay
- archeologická lokalita zaniklé středověké vesnice Opatovice

## Osobnosti
- Josef Taláb (1909–1942), příslušník 311. československé bombardovací perutě RAF, radiotelegrafista, palubní střelec. Zemřel 15. dubna 1942 při havárii bombardéru Vickers Wellington u nizozemské obce Boshoven. Pochován v Eindhovenu, hrob JJ 49.[6]
- Rudolf Krejčí (1929–2018), českoamerický profesor filosofie a sociolog. Uchoval a zpřístupnil literární pozůstalost Jana Eskyma Welzla. Objevil i přesné datum Welzlova úmrtí.[7][8]
- Bohumír Zháňal (1931–2020), atlet, olympionik[9]
- Vladimír Malár (* 1976), fotbalista

## Galerie

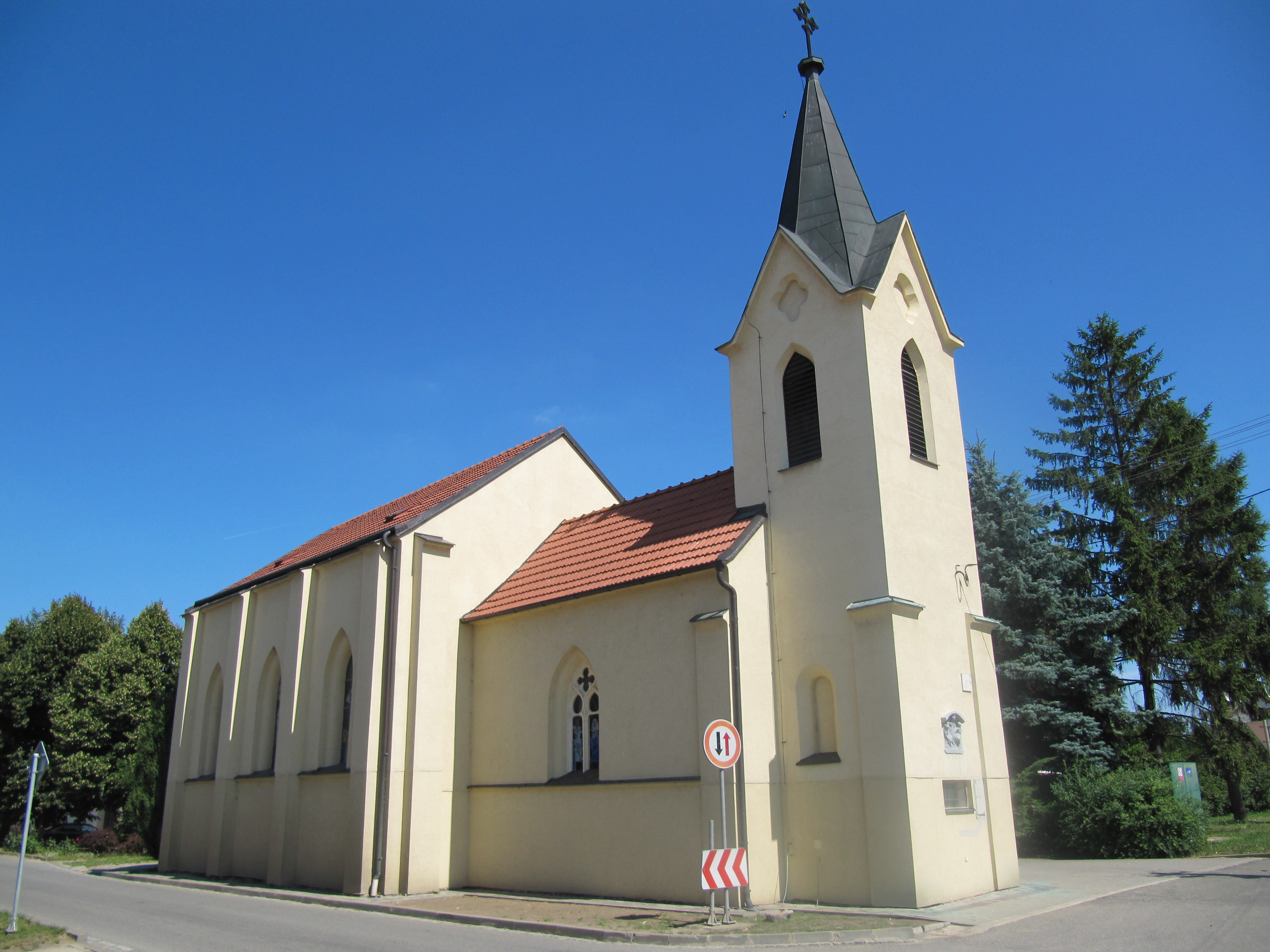
Kostel svatého Bartoloměje
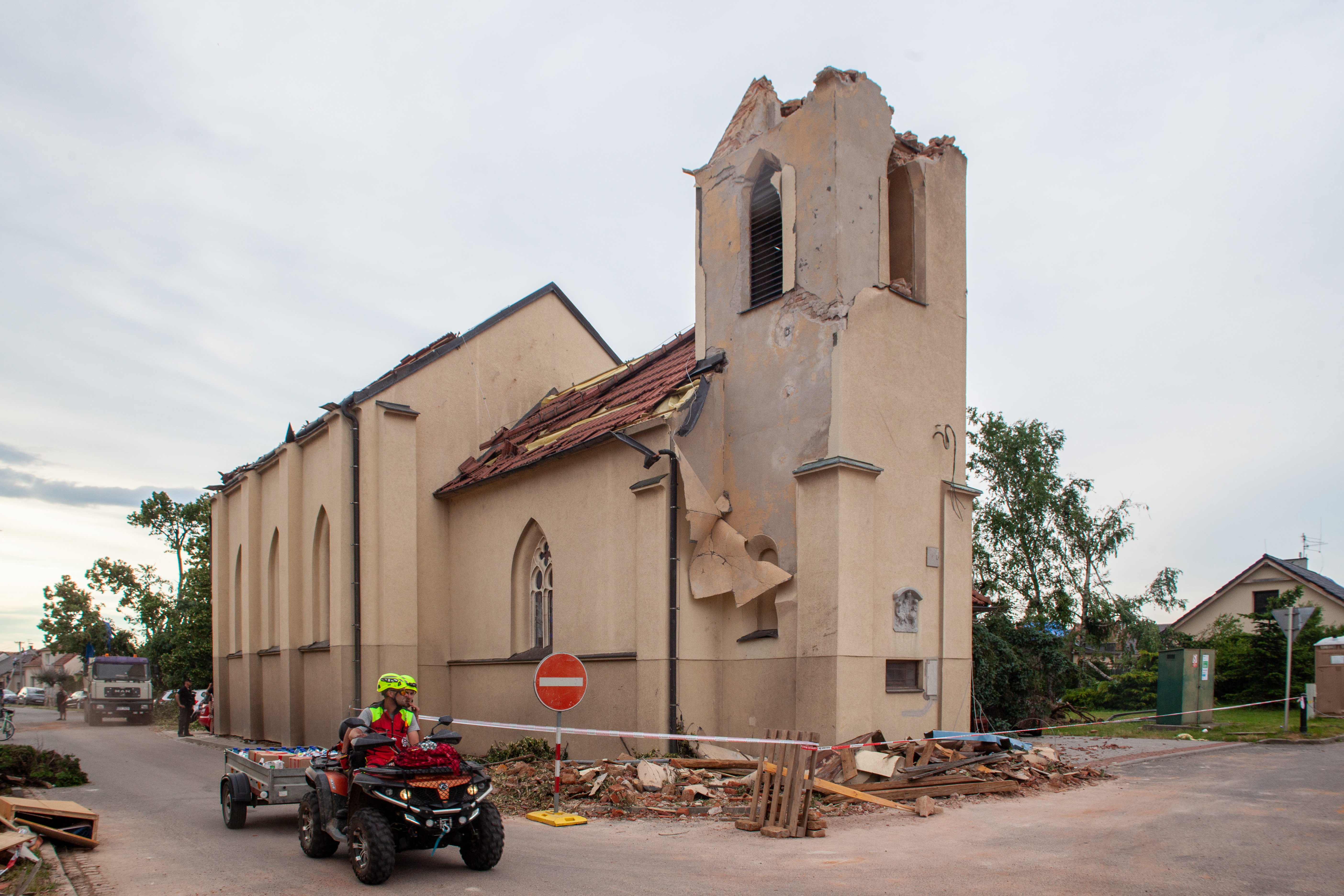
Kostel svatého Bartoloměje po průchodu tornáda v červnu 2021
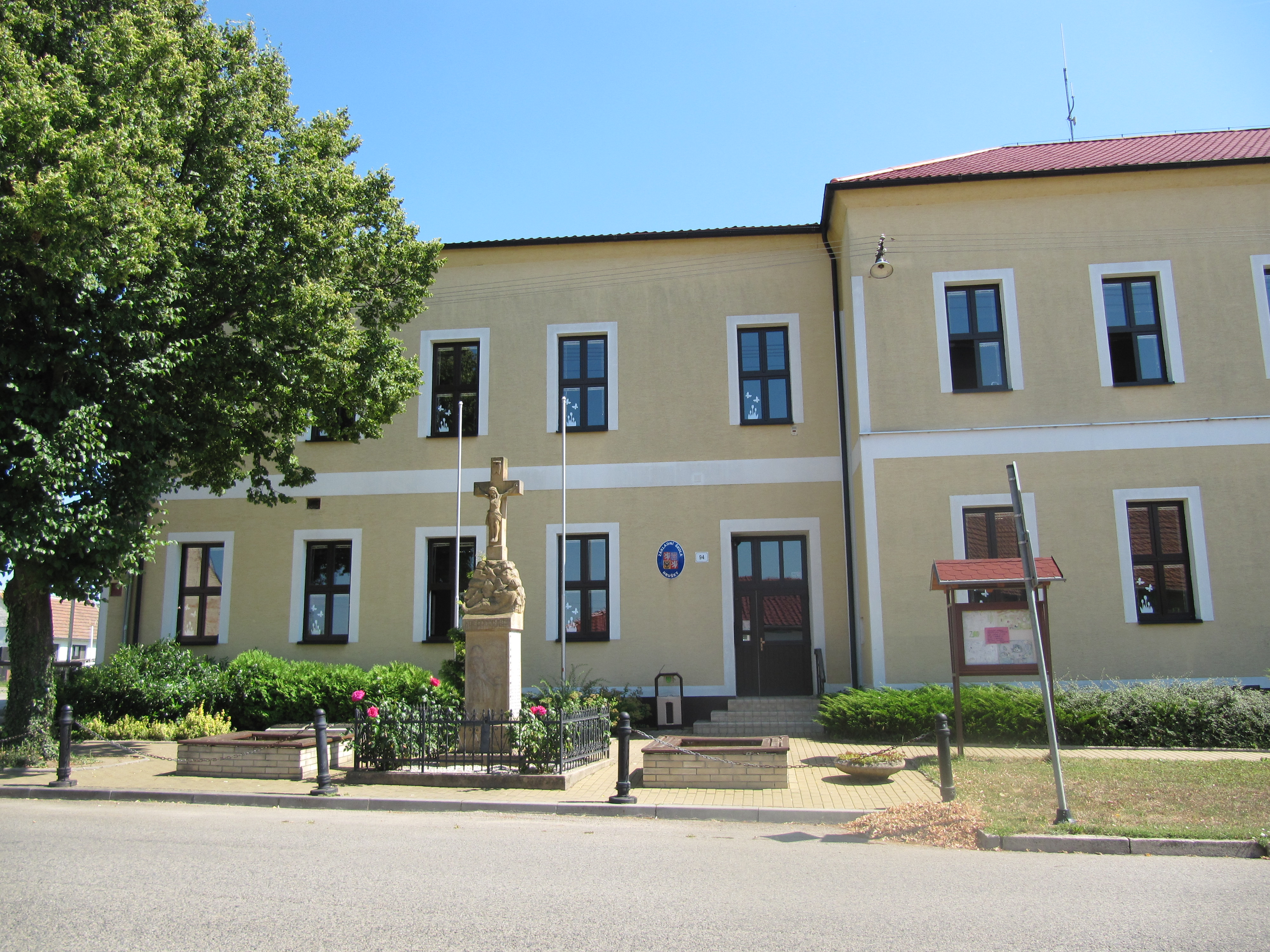
Základní škola
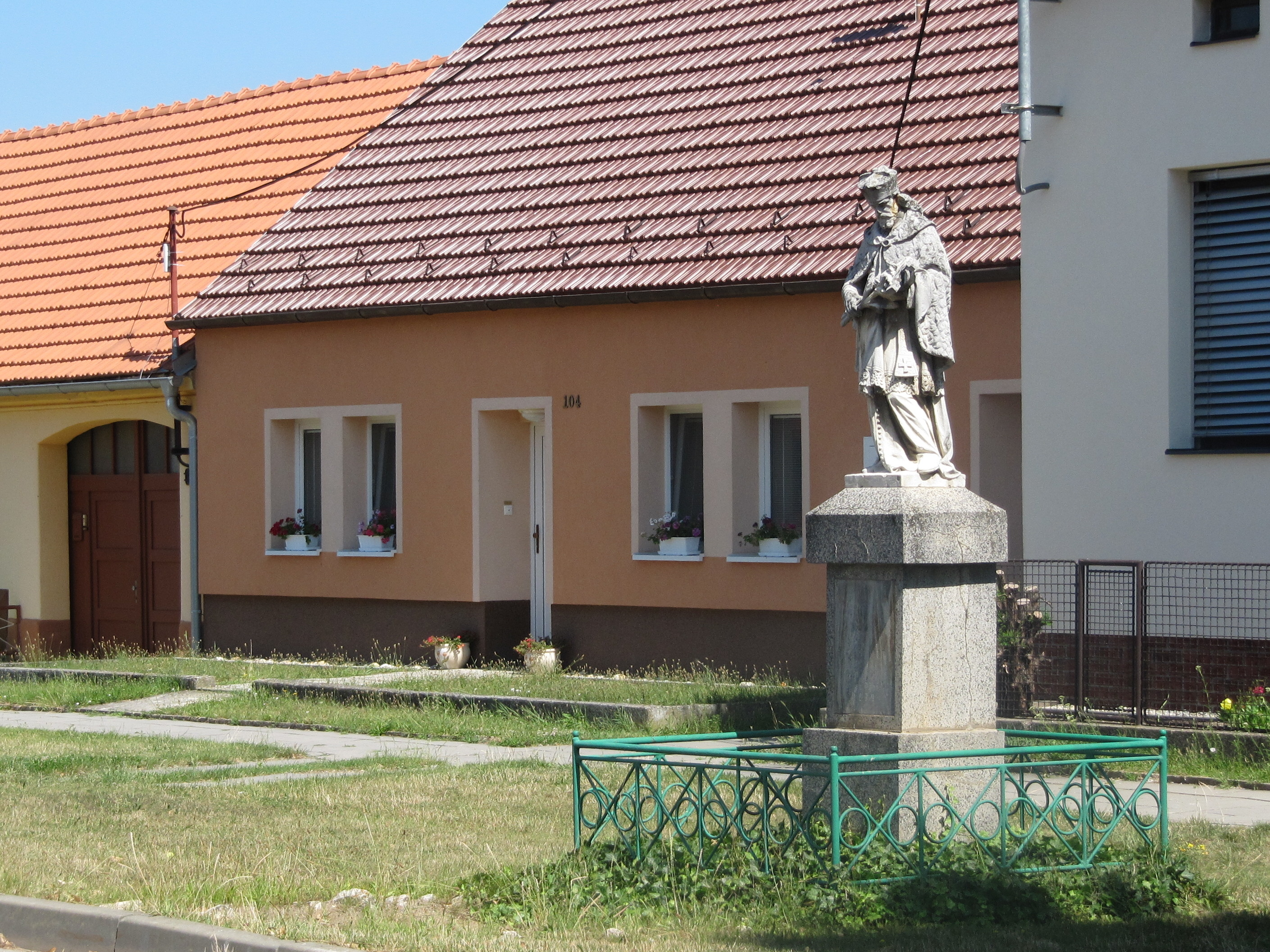
Socha sv. Jana Nepomuckého
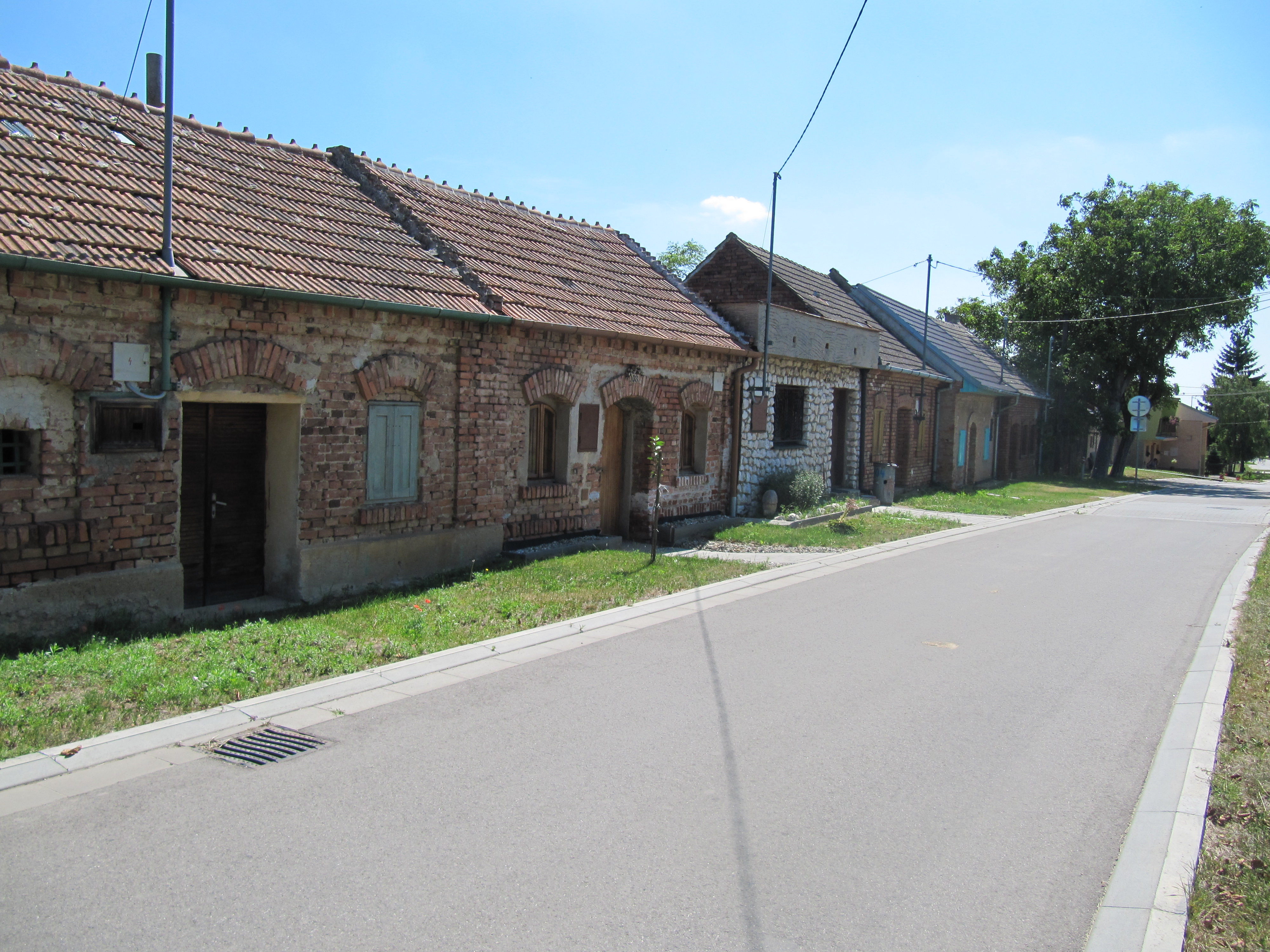
Sklepní ulička
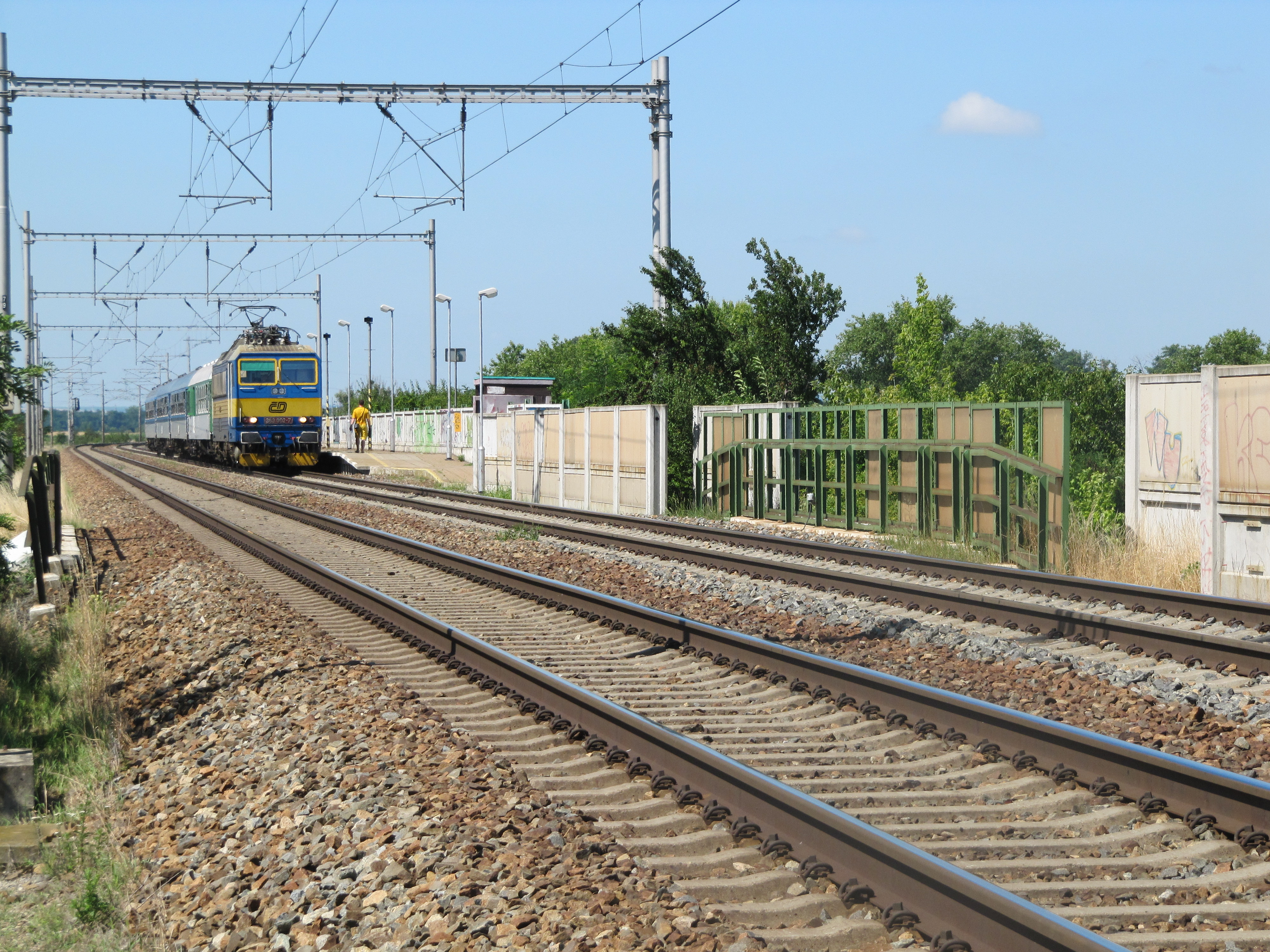
Železniční zastávka
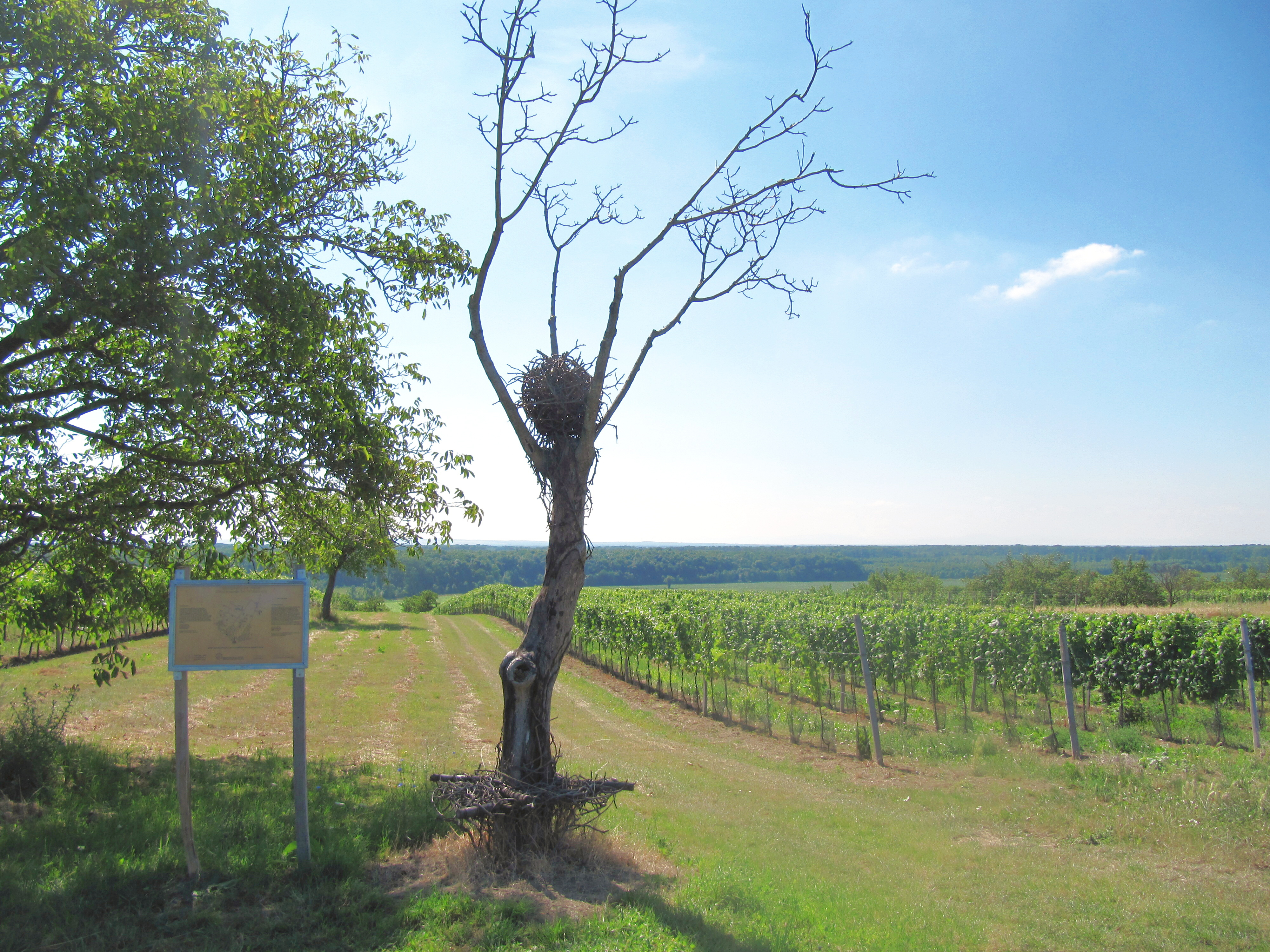
Vinice
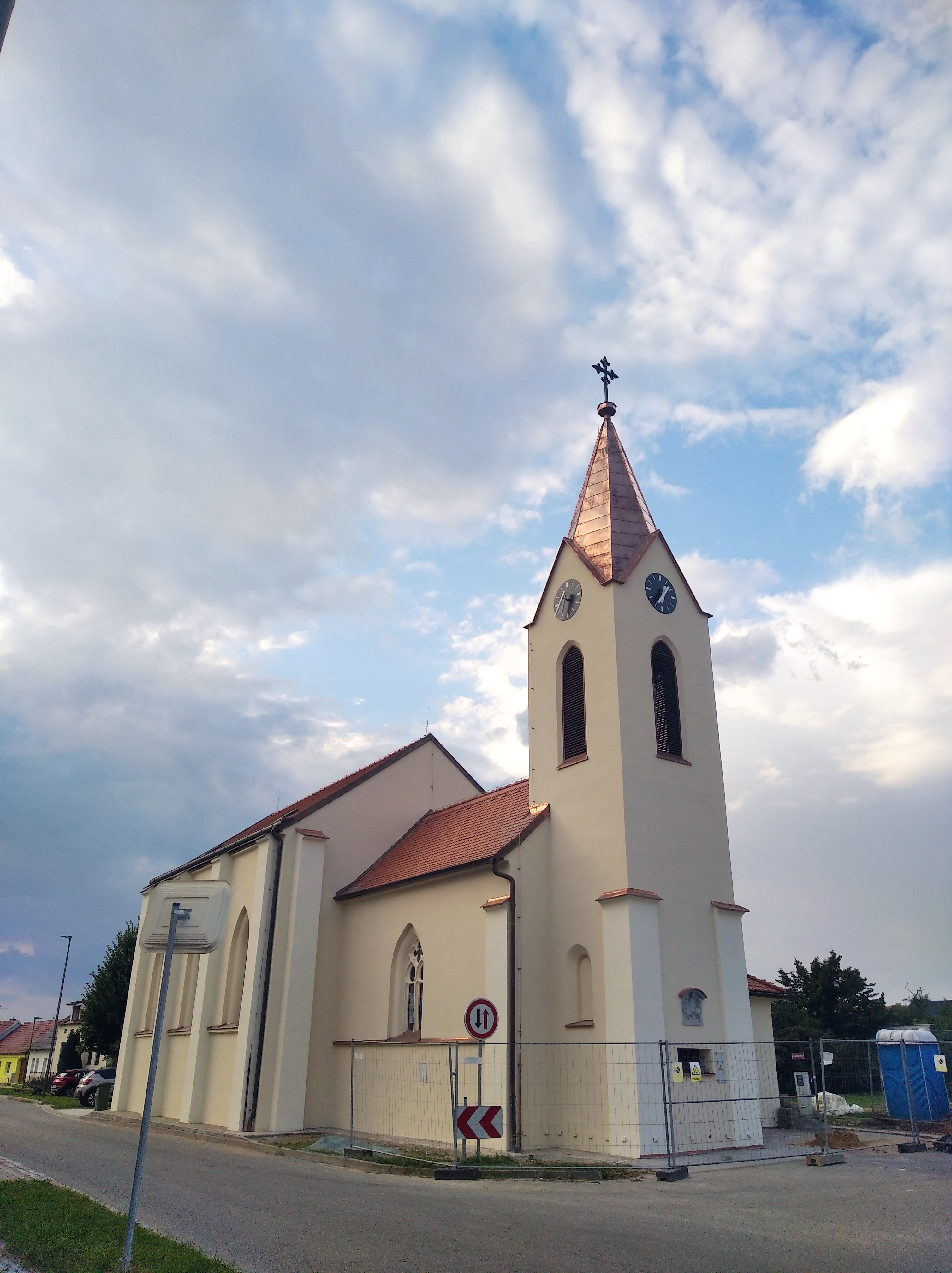
Kostel po rekonstrukci, srpen 2023
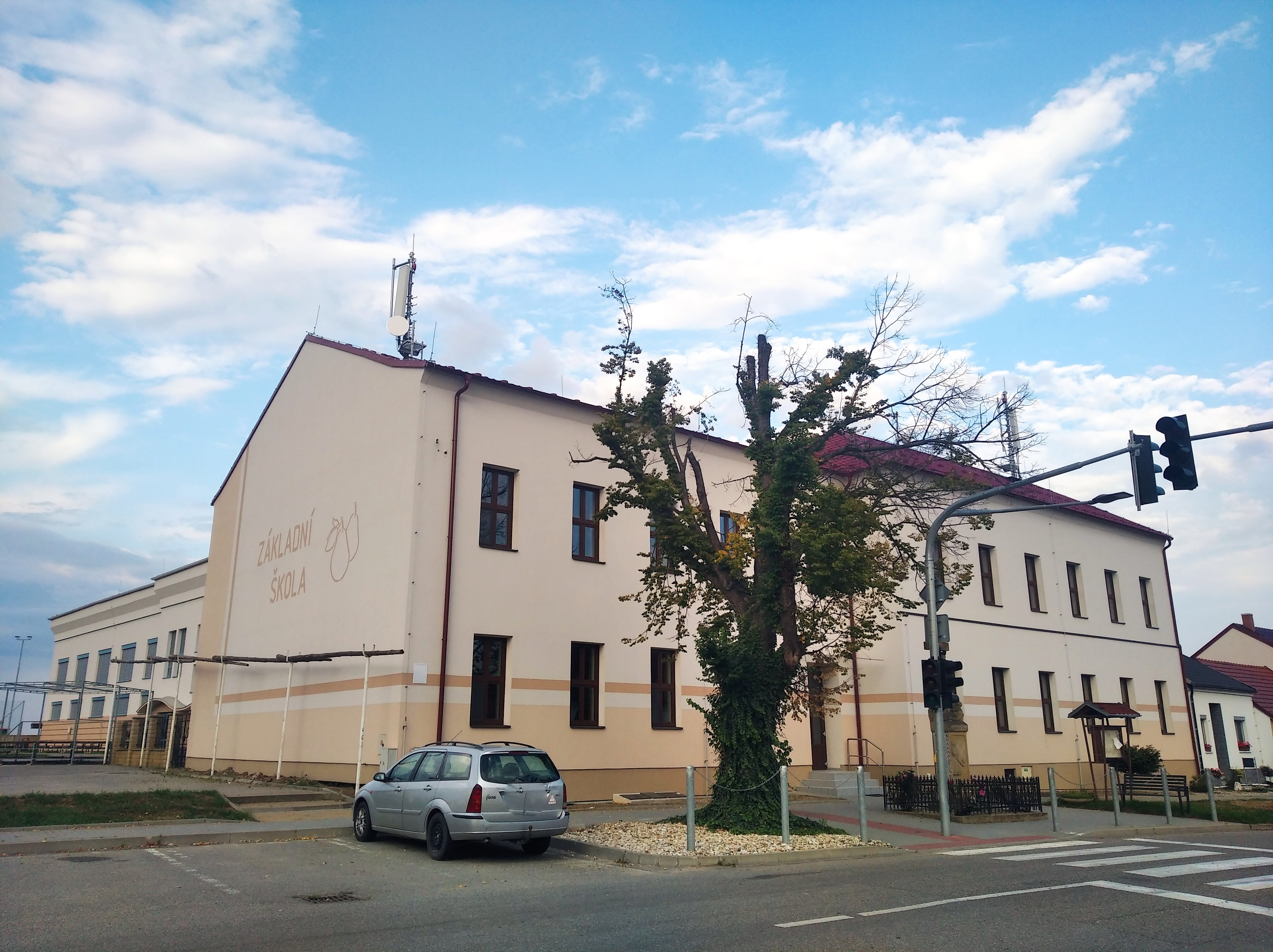
Škola po rekonstrukci, srpen 2023